# Ladio
Ladio est un village situé dans la commune rurale  de Silly province de Sissili dans la région du Centre-Ouest au Burkina Faso.